# Mačča

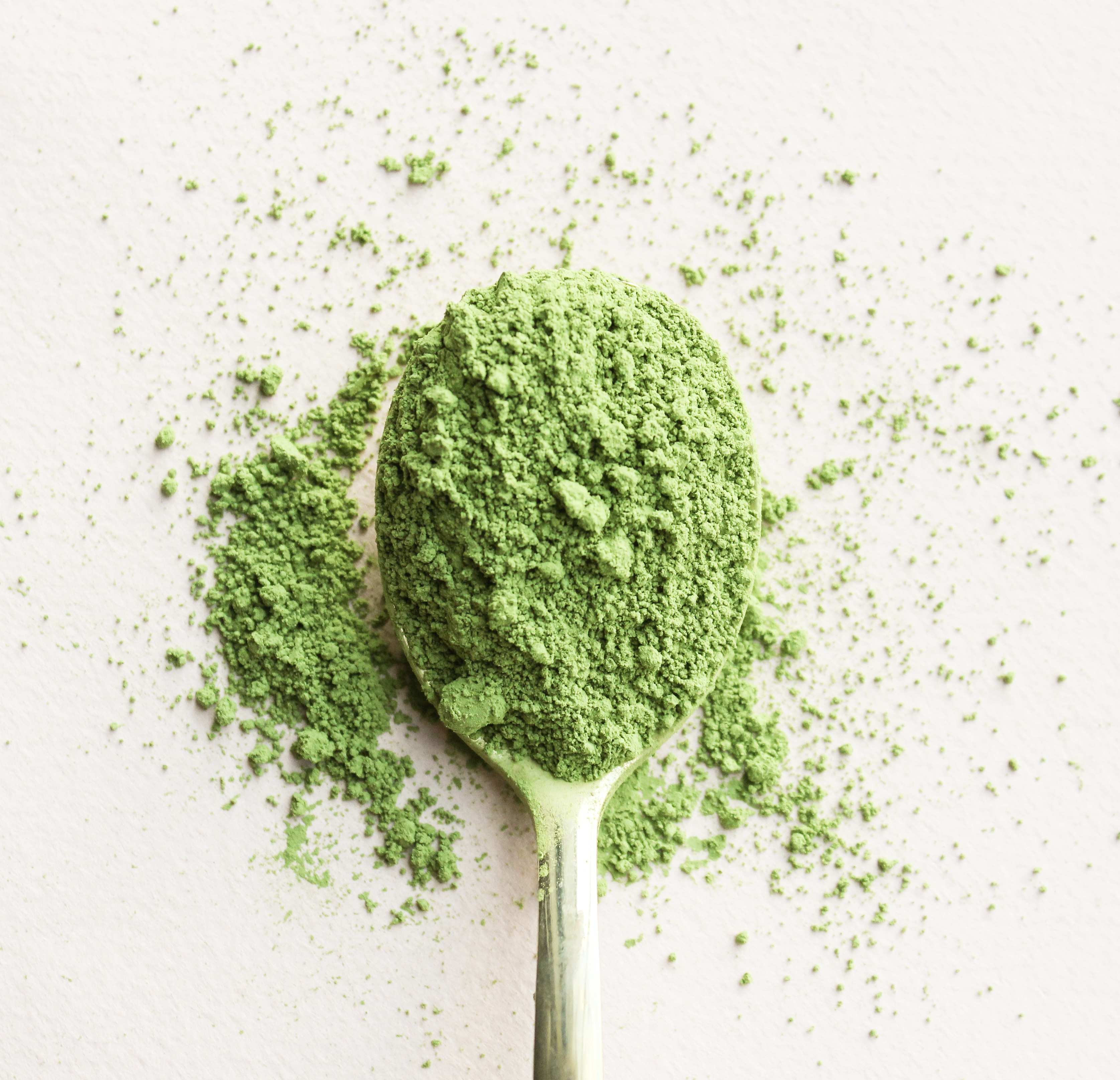
Mačča

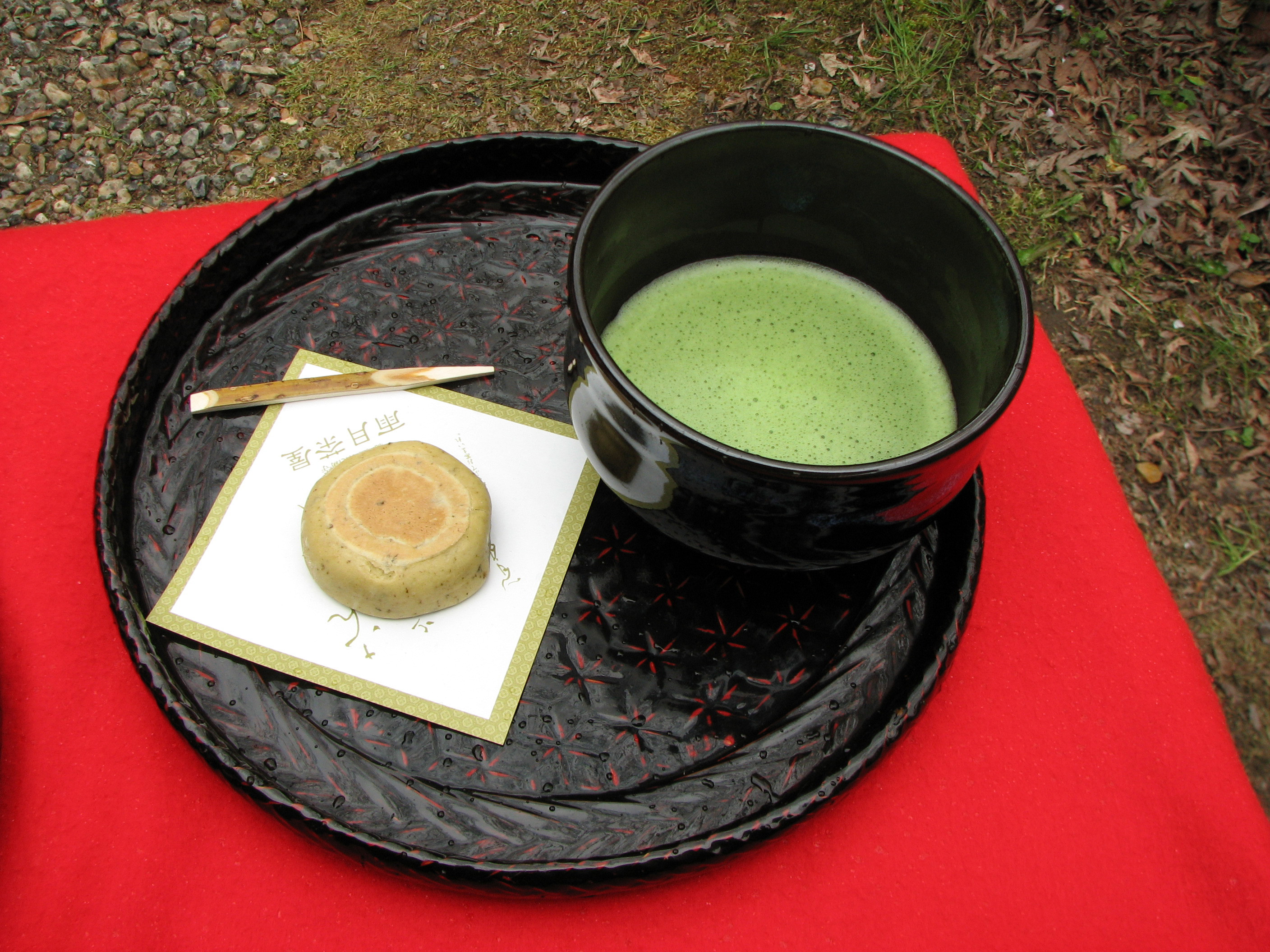
Hotový čaj mačča, podávaný se sladkostí (wagaši)

Mačča (japonsky 抹茶) je japonský mletý čaj zpravidla vytvořený ze speciálního zeleného čaje. Čaje patří mezi nejstarší odrůdy zastiňovaných japonských zelených čajů, které se tradičně, více než 800 let, používají při zenových buddhistických ceremoniích. Mačča – rozemletá na žulových mlecích kamenech na jemný žlutozelený prášek – se našlehá s vodou, aby vznikl nápoj s bohatou chutí a vůní.
Dnes se mačča používá také jako surovina do výrobků s příchutí zeleného čaje včetně zmrzliny, nealkoholických ovocných nápojů, latte a čokolád.

## Historie
Podle japonské literatury ze 3. století n. l. se zelený čaj zpočátku používal jako elixír k léčbě otoků, horečky a dalších symptomů. Má se za to, že semínka zeleného čaje přivezl z Číny japonský vyslanec během vlády dynastie Tang a následně jej používala šlechta a buddhističtí duchovní jako léčivé tonikum.
V r. 1191 japonský zenový buddhistický mnich Eisai přinesl z Číny nový způsob pití zeleného čaje. Nasypal rozemletý čajový prášek do horké vody a rozmíchal jej – jako se to dnes dělá s maččou – a pak jej popíjel spíše jako nápoj, nikoliv jako lék.
Popíjení čaje se v Japonsku později rozšířilo z šlechtických kruhů mezi samuraje. Samurajové, vázáni přísahou k ochraně svých pánů, nakonec vytvořili rituál zeleného čaje, který měl vnést klid a harmonii do jejich často bouřlivého života.

## Způsob zpracování
Čtyři týdny před každoroční sklizní jsou čajové plantáže zastíněny plachtami, takže se eliminuje až 90 % přirozeného světla. Čajové rostliny kompenzují ztrátu světla zvýšením obsahu chlorofylu v listech. Pouze nejlepší ručně sbírané čajové listy se pak spaří, usuší a nařežou, aby se odstranily žilky a stonky. Usušené listy se pak skladují v mrazicím boxu, aby se po celý rok zajistila stálá kvalita. Takto zpracovaný čaj se nazývá tenča. Nakonec se tyto čajové listy namelou na žulových mlecích kamenech.

## Použití

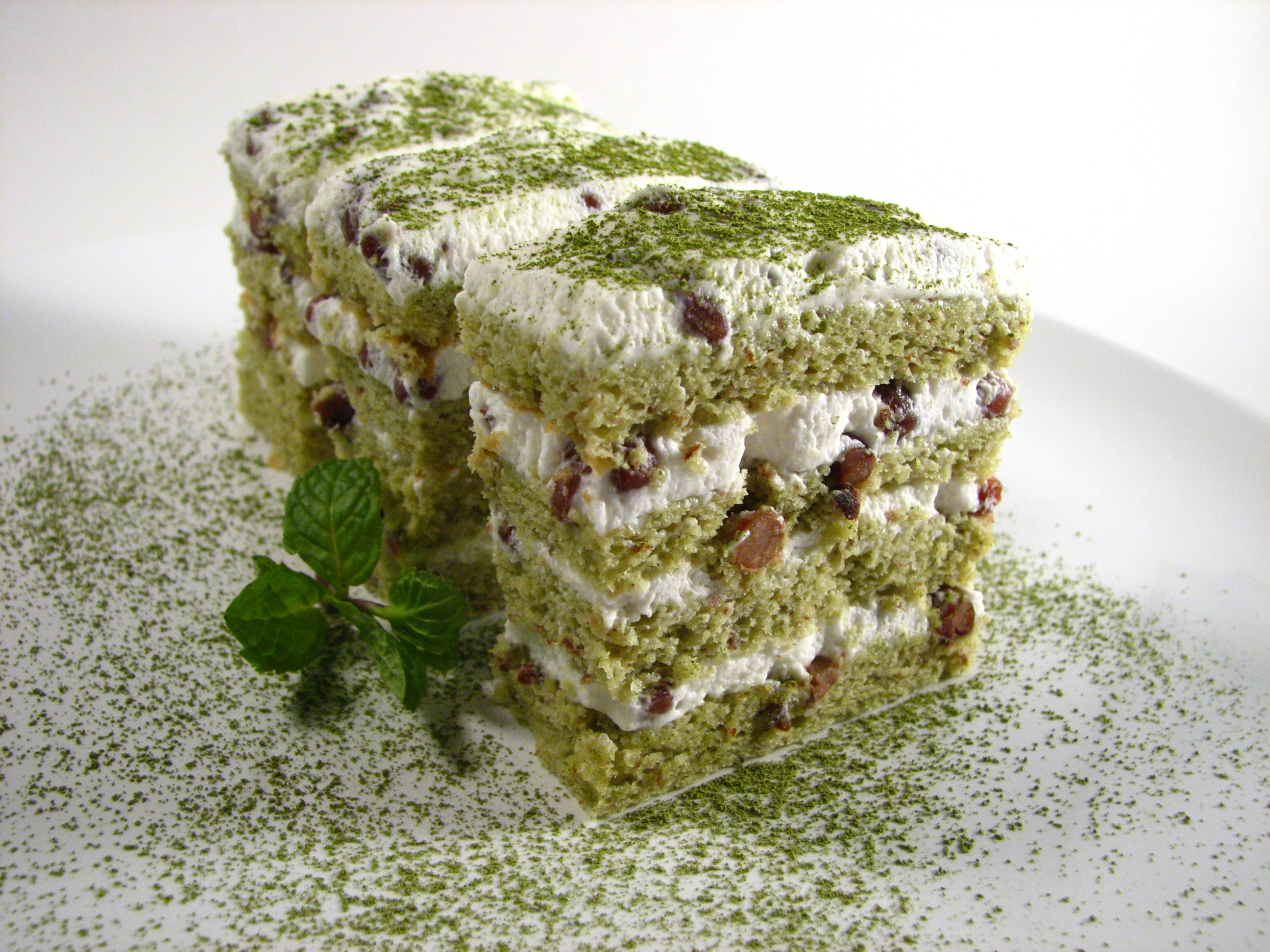
Dezert s čajem mačča

Na rozdíl od běžných listů zeleného čaje, které se po vyluhování vyhazují, listy mačči se našlehají s vodou a konzumují se. Jelikož mačča je čistý, přírodní, jemně mletý prášek, jeho použití jako ingredience je téměř neomezené. Mezi oblíbené použití patří dochucování zmrzliny, ovocných nápojů, latte a čokolády.

## Kvalitativní spektrum
Mačču od běžných práškových zelených čajů odlišují zejména:
1. Chuť
Mačča je sladká a jemná, s pouhým náznakem svíravosti. Sladkost je způsobena přirozeně se vyskytujícími L-theaninovými aminokyselinami a rostlinnou vlákninou. Na druhou stranu běžný práškový zelený čaj obvykle postrádá aktivní aminokyseliny, což vede k poměrně nevýrazné a hrubší chuti.
2. Barva
Mačča je smaragdově zelená, zatímco práškový zelený čaj je často žluto-hnědý. Je to proto, že kvalitní mačča se mele na jemný prášek na pomalu se otáčejících žulových mlecích kamenech. Čajové listy se během tohoto procesu „nepálí“, takže si mohou zachovat chlorofyl. Oproti tomu běžný práškový zelený čaj se často mele na prášek pomocí tlaku vzduchu. Tření způsobené tímto procesem listy „rozvaří“, takže získávají žluto-hnědou barvu.

## Příprava

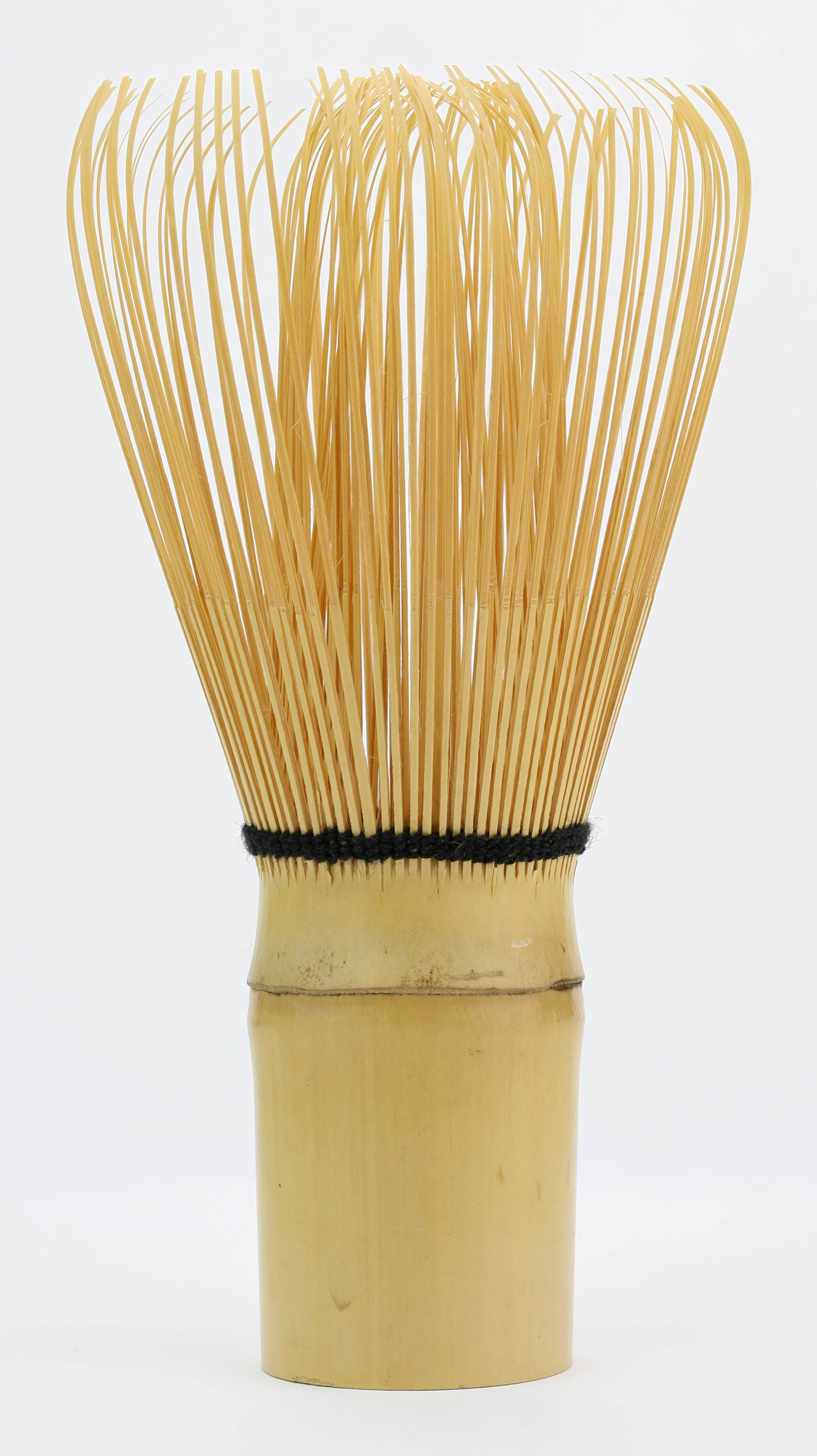
Časen – bambusová metlička k přípravě čaje mačča

Dvě až tři vrchovaté lžičky čaje se našlehají s horkou vodou (75 °C) v misce metličkou do pěnové konzistence. Řídká, napěněná kaše po chvilce zhoustne nabobtnáním částeček lístků.

## Náčiní pro přípravu
- Bambusová lžička k nabírání čaje – čašaku
- Bambusová metlička ke šlehání – časen
- Miska na přípravu – čavan
- Bambusová naběračka na vodu – hišaku
- Bílá látka určená k vytírání čavanu – čakin
- Hustý čaj podávaný při čajovém obřadu – koiča
- Řídký čaj podávaný při čajovém obřadu – usuča
- Dóza na práškový čaj používaná při přípravě koiči – čaire
- Dóza na práškový čaj používaná při přípravě usuči – nacume
- Nádoba na použitou vodu – kensui
- Stojan na časen — kusenaoši